# 绍塞当坦路
48°52′26″N 2°19′58″E / 48.87389°N 2.33278°E
绍塞当坦路（法語：Rue de la Chaussée-d'Antin）是巴黎第九区的一条街道，西北自意大利大道，南到巴黎天主圣三教堂。
在17世纪，加永城门（porte Gaillon）以北形成一条穿过沼泽地，通往莱波尔舍龙村（Les Porcherons）的小路。1720年12月4日拓宽，并向南延伸到林荫大道。由于路易十五频繁在巴黎逗留，于是负责管理王家产业的昂坦公爵也在此兴建了豪华的住所（1665年至1736年）。他的住所（后来的黎塞留府，黎塞留公爵的巴黎住所）面临此街。

## 名称
“绍塞当坦”（Chaussée-d'Antin）一名意为“昂坦的堤道”，其中“昂坦”指的是曾经的昂坦酒店（hôtel d'Antin）。

## 著名地址
在嘉布遣大道路口：派拉蒙剧院（1927年），此前为蒙莫朗西府（hôtel de Montmorency）和轻喜剧院（Théâtre du Vaudeville，1869年），其大厅和立面的圆顶仍是18世纪保留的原物。
在意大利大道路口是法国卫兵军营，由伯龙公爵建于1764年。
在18世纪，巴黎北部和西部的空气被认为是健康的，而且地势较高，吸引了上流社会。沿绍塞当坦街竖立了一批华丽的豪宅。
- 靠近现今5号，曾是奥尔良公爵的府邸，隔壁是他妻子蒙泰松夫人的府邸。她有一个私人小堂和剧院。公爵的秘书格林男爵和伊皮奈夫人住在这里。1778年，格林接待莫扎特和他的母亲达五个月。这条街最著名的居民 肖邦，从1833年1836年住在这里，经常造访的客人包括李斯特。

- 9号，吉马尔府（hôtel Guimard），这是一座新古典主义建筑（建于1770年至1773年），是歌剧院著名舞者居马赫的住所，被戏称为“忒耳普西科瑞神庙”。该建筑有500个座位的剧场，媲美歌剧院。

- 20号，莫罗将军府，策划雾月政变的地点。1977年，在地下室发现了来自巴黎圣母院的立面的400件雕塑作品，特别是犹大国王的头。法国大革命期间，雕像被毁，因为人们认为他们是法国国王的雕像。

- 肖邦从1836年至1838年住在38号，从绍塞当坦街5号搬来。
- 46号，米拉波府邸，他于1791年4月2日用完丰盛的晚餐后去世。1791年这条街使用革命名称米拉波街（rue de Mirabeau），但是到1793年米拉波被禁，于是改名为勃朗峰街（rue du Mont-Blanc），庆祝一个市镇并入法国领土. 它于1815年恢复原名。
- 70号，里昂总主教和拿破仑的叔叔费斯奇枢机的府邸。

在19世纪，这条街的底层开设为店铺。巴尔扎克 “今日巴黎跳动的心脏介于绍塞当坦街与蒙马特郊区街之间”。巴黎第一条单行道开辟于1909年12月13日。